# Kagurabachi
Kagurabachi (カグラバチ) é uma série de mangá japonesa escrita e ilustrada por Takeru Hokazono. Começou a ser publicada na revista Weekly Shōnen Jump da Shueisha em setembro de 2023, e seus capítulos foram reunidos em oito volumes tankōbon até julho de 2025.
A série gira em torno de Chihiro Rokuhira, um portador de uma catana única e poderosa chamada "Lâmina Encantada". Movido pela vingança, ele embarca numa missão para vingar o assassinato do seu pai e recuperar seis outras Lâminas Encantadas roubadas, que foram levadas por um sinistro grupo de feiticeiros.
Em maio de 2025, o mangá atingiu mais de 2,2 milhões de cópias em circulação. Além disso, a série ganhou o 10º Prêmio de Mangá Next na categoria impressa e foi indicado ao 70º Prêmio de Mangá Shogakukan em 2024.

## Enredo
Chihiro Rokuhira, filho do renomado ferreiro Kunishige Rokuhira, herdou o legado de seu pai, que forjou seis catanas poderosas — mais conhecidas como "Lâminas Encantadas" — que foram essenciais para pôr fim à Guerra Seitei. Após um período de vida reclusa, os Rokuhira são descobertos e atacados por uma gangue de feiticeiros chamada Hishaku. Durante o ataque, o Hishaku assassinam Kunishige e furtam as Lâminas Encantadas. Com uma sétima lâmina mágica, chamada Enten, Chihiro dá início a uma violenta jornada de vingança e busca por justiça para eliminar o Hishaku e recuperar as lâminas que foram roubadas.

## Personagens

### Grupo de Chihiro
Chihiro Rokuhira (六平千鉱, Rokuhira Chihiro)
Filho de 18 anos do renomado ferreiro Kunishige Rokuhira, perdeu seu pai tragicamente e foi influenciado por ele durante a infância, treinando na arte de forjar espadas. Após a morte de seu pai e o roubo das Lâminas Encantadas (妖刀, Yōtō) que ele criou, Chihiro prometeu se vingar dos responsáveis, conhecidos como Hishaku. Ele tomou para si a última Lâmina Encantada de seu pai, chamada Enten (淵天), e dedicou-se a treiná-la até se sentir preparado para confrontar os assassinos de seu pai e recuperar as Lâminas perdidas. Embora sua busca por vingança seja intensa, Chihiro se recusa a colocar civis inocentes em risco durante suas batalhas. Apesar de exibir uma postura estoica e indiferente, ele também é capaz de demonstrar compaixão, bondade e confiabilidade para com os outros. Com Enten em mãos, ele é capaz de realizar cortes mágicos, absorver energia para usos posteriores e aprimorar suas habilidades físicas. A percepção aguçada que herdou de seu pai permitiu que Chihiro se tornasse um espadachim mais habilidoso ao longo do tempo; ele conseguiu aprender e dominar o Estilo de Iai da Pureza Branca sem receber ensinamentos diretos, apenas observando e imitando os movimentos de Yoji Uruha, Seiichi Samura e Iori Samura. Ao descobrir a verdade sobre a Guerra Seitei e o remorso de seu pai pela natureza destrutiva das Lâminas Encantadas, Chihiro percebe o verdadeiro objetivo de Enten: destruir as Lâminas Encantadas restantes.
Togo Shiba (柴登吾, Shiba Tōgo)
Um feiticeiro extremamente talentoso e poderoso. Amigo próximo da família de Kunishige e Chihiro, era uma das poucas pessoas que os visitava regularmente, na maioria das vezes levando Chihiro à cidade quando seu pai não podia. Assim como Chihiro, ele busca vingar Kunishige. Ele se especializou em teletransporte e foi membro do Kamunabi, mas deixou o grupo algum tempo após o parardeiro de Kunishige. Apesar de ser barulhento e um tanto infantil para sua idade, Shiba faz o máximo para poder ajudar e proteger Chihiro.
Hakuri Sazanami (漣伯理, Sazanami Hakuri)
Ex-membro renegado do Clã Sazanami, expulso por sua falta de habilidade. Ele se alia a Chihiro para desmantelar o mercado negro de Rakuzaichi operado por sua família. A incapacidade inicial de Hakuri de usar a técnica Isou (威葬, Isō; lit.  "Funeral Majestoso"), característica do clã, decorre da dúvida causada pelo abuso familiar, que dispersou inconscientemente sua energia espiritual. Ao dominar o controle dessa energia, ele adquire a rara habilidade de usar tanto o Isou quanto a técnica Armazém — um subespaço para armazenar objetos e pessoas. Apenas um outro membro do clã na história alcançou esse domínio duplo. Hakuri pode registrar indivíduos e suas posses espiritualmente carregadas em seu Armazém.
Iori Samura (吉浦イヲリ, Samura Iori)
Filha de Seiichi Samura. Quando era criança, após a morte de sua mãe, passou a morar com o pai e começou a treinar esgrima. Ela sofria bullying constante na escola devido ao envolvimento do pai na Guerra Seitei. Após uma breve reconciliação, seu pai a manda embora antes de entrar na proteção do Kamunabi, fazendo com que o clã Masumi realize um feitiço para apagar suas lembranças dele. O selo enfraquece devido ao seu apego persistente e à influência de Tobimune, finalmente quebrando quando ela instintivamente protege um colega de classe — liberando sua habilidade latente de espadachim no Estilo de Iai da Pureza Branca. Para ser eficaz em sua esgrima, Iori fecha os olhos durante o combate.
Hinao (ヒナオ)
Amiga de Shiba e proprietária do Café Haru Haru, que funciona tanto como um café quanto como um ponto de encontro para conectar feiticeiros com líderes da yakuza ou grandes corporações que necessitam de seus serviços.
Char Kyonagi (鏡凪シャル, Kyōnagi Sharu)
Uma jovem órfã que foi mantida prisioneira pelo poderoso chefe do crime e traficante de armas Sojo. Ela é a última sobrevivente do Clã Kyonagi e é famosa por suas habilidades regenerativas. Sojo a utilizou em experimentos para aproveitar seus poderes e ajudar a estabilizar o Datenseki. Apesar de sua capacidade de curar quase qualquer ferimento que receba, Char também possui a habilidade de curar ferimentos em outras pessoas.

### Kamunabi
O Kamunabi (神奈備) é uma organização de feiticeiros afiliada ao governo cuja missão foi fundada durante a Guerra Seitei (斉廷戦争, Seitei Sensō) para eliminar quaisquer ameaças à nação japonesa como um todo, particularmente distinta dos feiticeiros civis que normalmente lidam com assuntos mais específicos do ser humano, como grandes corporações ou a yakuza. Seu antecessor, o Exército Estratégico Anti-Feitiços (対魔術軍, Tai Majutsu-Gun), adotou um sistema de classificação do exército que foi descontinuado depois que o Kamunabi foi estabelecido como uma resposta de emergência à ameaça dos feiticeiros de uma misteriosa nação insular e inimiga na guerra. Seu objetivo final é obter as Lâminas Encantadas para que possam usá-las para manter a paz no país. Ele e o Hishaku estão em um impasse há três anos, com o primeiro garantindo os detentores das Lâminas Encantadas e o último na posse das próprias lâminas. No entanto, o Hishaku não pode usá-los devido aos contratos vitalícios com seus portadores.

#### Líderes
Ichiki (壱鬼)
Um dos líderes de mais alto escalão do Kamunabi e senhor de idade de menor estatura. Ele treinou Shiba e Azami durante a Guerra Seitei e, com o fim dela, ajudou Kunishige a encontrar um esconderijo.
Izaru (亥猿)
Um dos líderes do Kamunabi que possui cabelos brancos e uma barba similar a de um carneiro. Ele criticou alguns líderes por terem sido responsáveis pelo paradeiro de Kunishige, culpando-o pelo roubo das Lâminas Encantadas, além de desconfiar de Chihiro.
Soshiro Azami (薊宗四郎, Azami Sōshirō)
Conhecido como "Carrasco" (処刑人, Shokeinin), é um dos líderes do Kamunabi e um velho amigo de Kunishige e Shiba, que ajudou Kunishige a encontrar um lugar escondido para morar após a Guerra Seitei e mais tarde foi um informante proeminente de Chihiro. Como carrasco do Kamunabi, ele dizima seus oponentes através do uso de força bruta.
Kudo (区堂, Kudō)
Um dos líderes do Kamunabi que utiliza uma máscara de gás e mantém sempre um olho fechado. Ele, assim como Azami, apoiava Kunishige e ajudou-o a se esconder após o fim da Guerra Seitei. Sua feitiçaria, Samurai Que Atravessa (士透, Shitō), permite que envie alguém para uma determinada direção, mesmo que seja através de objetos. Ele se sacrificou ao salvar Hakuri de uma emboscada durante a invasão do Hishaku ao quartel-general do Kamunabi.

#### Funcionários
Hiyuki Kagari (香刈緋雪, Kagari Hiyuki)
Uma lutadora de elite do Kamunabi, considerada a mais forte. Ela é declarada como uma das poucas pessoas capazes de combater uma Lâmina Encantada, empunhando uma feitiçaria especial chamada Gasha no Enkotsu (餓者の炎骨), que supostamente tem força igual às Lâminas Encantadas. Embora possua uma personalidade intensa e um temperamento explosivo, Hiyuki possui um coração bondoso por trás de seu exterior impetuoso, que às vezes contraria suas ordens.
Tafuku Mihara (美原多福, Mihara Tafuku)
Companheiro de Hiyuki que parece um lutador de sumô. Sua feitiçaria envolve a criação de um domínio separado no qual as batalhas acontecem entre dois combatentes, com o domínio desaparecendo quando a batalha é considerada encerrada. Tafuku é indiferente e calmo, contrastando com a impulsividade de Hiyuki. Embora comecem como inimigos, ele rapidamente passa a respeitar Chihiro.
Fushimi (伏見)
Um lutador de elite do Kamunabi e membro do Esquadrão do Vapor de Kokugoku, que estava localizado na fortaleza Kokugoku para proteger Uruha. Ele utiliza uma bandana e possui uma feitiçaria chamada Machado de Fumaça (煙斧, Yān fǔ), que lhe permite cortar adversários usando fumaça entre as mãos. Quando as tropas contratadas pelo Hishaku, alimentadas por Datenseki, atacam Kokugoku, Fushimi e o restante do esquadrão conseguem derrotá-los. Porém, ele e seus companheiros foram mortos mais tarde por Hiruhiko.
Kiri Shirakai (白廻 斬, Shirakai Kiri)
Uma lutadora de elite e líder de esquadrão do Kamunabi. Ela é neta de Itsuo Shirakai, criador do Estilo de Iai da Pureza Branca. Yoji Uruha e Seiichi Samura cuidaram de Kiri quando ela era criança. Devido às visões misóginas de seu avô sobre mulheres serem espadachins, Kiri jura provar seu valor cortando a cabeça dele. Kiri empunha uma espada tão longa quanto seu corpo.
Natsuki Misaka (御坂なつき, Misaka Natsuki)
Um espadachim de elite e líder de esquadrão do Kamunabi. Ele é o irmão mais novo de Ibuki Misaka, o portador da Lâmina Encantada Kuregumo. Lutando juntos, os irmãos Misaka eram quase invencíveis no campo de batalha. Durante a Guerra Seitei, Natsuki era candidato a empunhar a espada Kumeyuri, no entanto, Yoji Uruha levou a melhor e foi escolhido. Após a Guerra Seitei, enquanto Ibuki se aposentou como espadachim, Natsuki continuou praticando esgrima. Ele busca lutar contra o Hishaku para vingar a morte de seu irmão mais velho.

##### Forças Especiais Anti-Kuregumo
As Forças Especiais Anti-Kuregumo (対クラウドガウガー特殊部隊, Tai Kuraudo Gaugā Tokushu Butai) eram uma equipe de seis guerreiros de elite que pertenciam ao Kamunabi, designada para enfrentar Genichi Sojo e a Lâmina Encantada Kuregumo que ele dominava. Somente dois deles conseguiram sobreviver ao confronto com Sojo.
Ikuto Hagiwara (萩原 幾兎, Hagiwara Ikuto)
O líder das Forças Especiais Anti-Kuregumo, cuja feitiçaria Jikai (磁戒) lhe dá poderes magnéticos. Ele é um dos dois integrantes da equipe que sobreviveram ao embate com Sojo.
Kazane Machi (真智 カザネ, Machi Kazane)
O membro mais novo das Forças Especiais Anti-Kuregumo, também entre os dois que saíram vivos após o combate com Sojo. Sua magia, Kaichi (怪魑), era considerada a arma secreta da equipe contra Sojo. No entanto, Sojo incapacitou Kazane antes que ele pudesse ativá-la, cortando seu braço direito.
Shiyumi Harima (張間 梓弓, Harima Shiyumi)
Uma membra das Forças Especiais Anti-Kuregumo, cuja feitiçaria Gansui (岩垂) permite a criação de paredes.
Hajime Kugara (具柄 一, Kugara Hajime)
Um membro das Forças Especiais Anti-Kuregumo, que possui uma feitiçaria capaz de imbuir seu braço com características semelhantes ao ferro.
Kiyohiko Uzuki (卯月 清彦, Uzuki Kiyohiko)
Um membro das Forças Especiais Anti-Kuregumo, que usa feitiçarias de amarração para limitar os movimentos de seus oponentes.
Makoto Kasahara (笠原 誠, Kasahara Makoto)
Um membro das Forças Especiais Anti-Kuregumo que pode aumentar o tamanho de suas mãos.

##### Masumi
O Masumi (巻墨) é um clã ninja leal ao Kamunabi, conhecidos por sua lealdade ao seu mestre, com a vontade de se sacrificarem por ele. Três membros — Ro, Moku e Sumi — guardaram o espadachim Samura no Templo Senkutsuji após a morte de Kunishige Rokuhira. Quando o Hishaku atacou, eles suprimiram o som e o cheiro para ajudar Samura, que luta pela audição. Apesar de estarem preparados para se sacrificarem pela sua fuga, Samura recusa e mais tarde resgata-os, liberando-os do serviço. Após a traição de Samura, Ro, Moku e Sumi se juntaram a Chihiro para enfrentar o espadachim e proteger sua filha Iori do Hishaku em uma missão denominada "Operação: Simples de Fazer".
Ro (郎, Rō)
O líder do Masumi. Embora tenha mais de 23 anos, sua aparência infantil faz com que Chihiro e Iori o confundam com uma criança. Ro não gosta de ser tratado como tal, mas não hesita em usar sua aparência a seu favor para tentar se esquivar do trabalho. Durante seu tempo em Senkutsuji, ele parece ter adotado uma personalidade parecida com a de Samura, imitando seus óculos escuros, consumindo cigarros doces, utilizando a expressão "ficar empolgado" como um bordão e apresentando um comportamento igualmente rude. Após o ataque a Senkutsuji, Ro vai ao quarto de hospital de Chihiro e informa que ele e os demais Masumi cuidarão de Chihiro, a pedido de Hakuri.
Moku (杢)
Um ninja alto que encontra Hakuri e Uruha na estação de trem junto com Sumi e auxilia na mobilização das tropas de Senkutsuji durante o ataque do Hishaku. Ele, assim como os demais Masumi, demonstra uma empatia profunda e cuida de Chihiro quando ele começa a duvidar de si ou a ser excessivamente crítico consigo mesmo, seja lembrando-o de sua missão ou silenciando-o com um pouco de comida.
Sumi (炭)
Uma kunoichi que possui uma tatuagem em forma de cruz no lado direito do rosto. Ela se encontra com Hakuri e Uruha na estação de trem para levá-los ao Templo Senkutsuji utilizando uma mandala de transporte que ela consegue criar com um marcador. Ao chegarem lá, Sumi cuida da recuperação de Hakuri para facilitar o uso seguro da Despensa antes de se juntar a Samura e aos outros membros do clã na luta contra o Hishaku. Durante a Operação: Simples de Fazer, Sumi escapa com Iori em uma motocicleta enquanto Kuguri a persegue.

### Portadores de Lâminas Encantadas
Os mestres espadachins, escolhidos por Kunishige Rokuhira para empunhar as Lâminas Encantadas durante a Guerra Seitei, desempenharam um papel crucial na vitória do Japão sobre uma pequena nação insular que já havia se habituado ao Datenseki. Esses espadachins tornaram-se verdadeiros heróis aos olhos do povo. Contudo, desde o término do conflito, optaram por se ocultar para garantir sua segurança. Com a morte de Kunishige e de um dos espadachins pelas mãos do Hishaku, os que restaram passaram a ser rigidamente protegidos pelo Kamunabi. Entretanto, um dos espadachins, Seiichi Samura, está determinado a eliminar os sobreviventes e a si mesmo, buscando assim redenção por suas ações durante a Guerra Seitei, que foram mantidas em segredo da população.
Yoji Uruha (潤羽洋児, Uruha Yōji)
O portador original da lâmina Kumeyuri (酌揺) durante a Guerra Seitei. Uruha tinha uma grande admiração por Kunishige e sentiu-se honrado ao ser escolhido como o portador da lâmina. A princípio, ele não acreditou que Kunishige tivesse um filho e parecia perder a vontade de viver após a morte do ferreiro. Entretanto, ao conhecer Chihiro, reestabeleceu sua lealdade à família Rokuhira. Uruha possui a habilidade de usar o Estilo de Iai da Pureza Branca, tendo recebido treinamento de um dos outros portadores da lâmina, Seiichi Samura. Ele aparentemente acaba sendo morto por Samura depois que este revela sua traição. No entanto, durante a invasão do Hishaku ao quartel-general do Kamunabi, foi revelado que Uruha estava vivo enquanto protegia Hakuri de dois funcionários traidores afiliados ao Hishaku.
Seiichi Samura (座村清市, Samura Seiichi)
Portador da Lâmina Encantada Tobimune (飛宗) desde a Guerra Seitei e um budista devoto, ele se cegou intencionalmente, desenvolvendo outros sentidos aguçados. Considerado o mais rápido, ele luta usando o Estilo de Iai da Pureza Branca, empregando ecolocalização através de sua lâmina embainhada. Aliou-se ao Hishaku para eliminar outros portadores, exigindo as identidades dos seus membros, o seu informante no Kamunabi e a localização das restantes lâminas. Acreditando que os portadores devem expiar os seus crimes de guerra, mata o seu aluno Yoji Uruha enquanto planeia destruir o Hishaku. Anteriormente casado com Inori e com a filha Iori, torna-se o seu único guardião após a morte de Inori. Sob a proteção do Kamunabi, organiza a morte falsa de Iori através de feitiçaria para a proteger da vigilância deles. Enquanto Samura lutava com Chihiro, Iori surge no meio do duelo, trazendo uma visão de Inori, que pede a Samura enxergar sua filha direito em meio às incertezas acerca do futuro, convencendo-o a usar sua técnica Suzaku (雀) para restaurar sua visão.
Ibuki Misaka (巳坂 伊武基, Misaka Ibuki)
Portador original da Lâmina Encantada Kuregumo (刳雲), Ibuki é um espadachim incomparável, considerado tão habilidoso quanto Seiichi Samura. Ao lado de seu irmão mais novo, Natsuki, os dois provaram ser quase invencíveis em batalha. Após a Guerra Seitei, Ibuki abandonou o manejo da espada, mas sua vida chegou ao fim quando Hokuto, do Hishaku, o assassinou ao mesmo tempo da morte de Kunishige Rokuhira. Kuregumo passou então para Genichi Sojo.
Mestre da Espada (剣聖, Kensei)
Portador ligado à Lâmina Encantada Magatsumi (勾罪), também conhecida como Shinuchi (真打), a mais poderosa entre as outras. Durante o término da Guerra Seitei, ele usou sua habilidade Maldição (蠱, Kodoku) para exterminar 200 000 civis após o tratado de paz, um ato encoberto pelo governo que, em vez disso, declarou-o um herói de guerra. Mantém uma ligação telepática com Shinuchi, quase controlando Kyora Sazanami quando este segurava a lâmina. O Hishaku, liderado por Yura, procuram matá-lo para obter a lâmina Shinuchi.

### Antagonistas

#### Hishaku
O Hishaku (毘灼) é um pequeno grupo de dez feiticeiros altamente habilidosos responsável pela morte de Kunishige e pelo roubo de suas seis Lâminas Encantadas. Identificado por tatuagens de chamas, ele é especializado em feitiçaria de teletransporte baseada em fogo. O grupo distribuiu duas lâminas — dando a Kuregumo para Genichi Sojo e vendendo a Shinuchi por meio do Clã Sazanami. Com ligações com a Korogumi Yakuza e um informante no Kamunabi que expôs a localização de Kunishige, eles passaram três anos preparando ataques coordenados às fortalezas do Kamunabi para romper os contratos dos portadores. Embora tenham feito uma trégua com Seiichi Samura para eliminar outros portadores, o Hishaku previram sua traição. Três membros tentaram sequestrar sua filha Iori como vantagem, enquanto os sete restantes — incluindo seu líder, Yura — atacaram a sede do Kamunabi em Tóquio para matar o Mestre da Espada e recuperar a Shinuchi. Antes mesmo da invasão, o Hishaku chantageou funcionários do Kamunabi, incluindo não combatentes, para trair a organização a fim de desmantelá-la por dentro, além de incluir cerca de 50 infiltrados no quartel-general.
Yura (幽)
O líder do Hishaku que orquestrou o assassinato de Kunishige pelo grupo e o roubo de suas Lâminas Encantadas, fazendo isso para empunhar o Shinuchi para si mesmo. Devido ao seu status e ações, ele é o arqui-inimigo de Chihiro e seu principal alvo de vingança. Yura também visitou Samura logo após a casa dos Rokuhiras ser atacada pelo Hishaku, e assinou um contrato com ele em troca de informações.
Hokuto (北斗)
Um espadachim astuto que veste roupas de samurai. Sua feitiçaria envolve criar e controlar marionetes com armaduras de samurai. Através de sua feitiçaria, ele participou do assassinato de Kunishige Rokuhira. Ele também assassinou o portador de Lâmina Encantada Ibuki Misaka, mas ficou desapontado, pois Ibuki não era mais o mesmo espadachim comparada aquele durante a Guerra Seitei.
Hiruhiko (昼彦)
Um jovem obcecado por combate que desenvolveu instintos assassinos na infância depois de atacar fatalmente um assaltante aos três anos de idade. Ignora as técnicas de luta tradicionais em favor do seu próprio estilo instintivo. Quando é enviado para assassinar Uruha, encontra Chihiro e reconhece as suas semelhanças — ambos são prodígios de 18 anos com uma vasta experiência de combate. A sua feitiçaria, Chizuru (血鶴), permite-lhe criar e manipular origamis afiados capazes de perfurar corpos humanos ou levantar objetos pesados como fragmentos de Datenseki. Após a suposta morte de Uruha, ele adquire a Kumeyuri. Apesar de ter perdido a sua feitiçaria e de não ter treino formal de espadachim, as suas capacidades naturais de combate permitem-lhe desenvolver um estilo não convencional de espada de duas mãos. Mais tarde, ele acompanha Kuguri e Toto em uma missão de sequestro à Iori em Quioto, encontrando Chihiro para uma revanche desde seu último confronto.
Kuguri (久々李)
Um espadachim letal que aprecia o combate, desdenhando aqueles que tratam a arte da espada com leviandade. Ele empunha uma Lâmina Encantada, buscando um vínculo mais profundo apesar de não ter um contrato — um estado que ele chama de “amor não correspondido”. Sua feitiçaria, Quebra do Crepúsculo (破暮, Hagure), permite que ele armazene calor e energia gerados por seus movimentos ao longo do tempo com capacidade ilimitada, que ele pode então liberar como uma explosão de calor proporcional à quantidade que acumulou. Como essa habilidade é mais útil depois que um grande estoque de energia é acumulado, Kuguri tende a lutar usando apenas sua katana. Designado por Toto para capturar Iori, ele a segue até Quioto. Lá, ele luta contra Chihiro, inicialmente desapontado com sua falta de habilidade. No entanto, quando Chihiro improvisa o Estilo de Iai da Pureza Branca, Kuguri descarta sua missão, consumido pela sede de sangue.
Toto (斗斗)
Uma jovem que consegue rastrear outras pessoas ingerindo seus sangues ou de seus parentes. Toto acompanha Kuguri em uma missão para capturar Iori, que eles encontram através de uma amostra de sangue de Samura coletada durante o ataque ao Templo Senkutsuji. Ela frequentemente usa a habilidade de teletransporte coletivo usando a tatuagem de chama do Hishaku para salvar seus companheiros de situações perigosas e procura evitar conflitos diretos.

#### Clã Sazanami
O Clã Sazanami (漣家, Sazanami-ke) é um poderoso clã criminoso de feiticeiros que possuem o Rakuzaichi, um leilão anual de artefatos e armas no mercado negro, bem como pessoas que são um elemento muito popular do submundo japonês, e administram esse leilão há mais de 200 anos.
Kyora Sazanami (漣京羅, Sazanami Kyōra)
O décimo primeiro chefe do clã Sazanami, o principal leiloeiro de Rakuzaichi e o pai rigoroso de Hakuri. Como chefe do clã, Kyora controla um subespaço chamado Armazém (蔵, Kura). Neste subespaço ele pode armazenar objetos e até pessoas, além de controlar o ambiente do subespaço. Kyora se dedicou completamente a garantir que o leilão de Rakuzaichi continuasse a qualquer custo, mesmo disposta a sacrificar seus próprios filhos. Depois de ser mortalmente ferido por Chihiro, Kyora é finalmente morto pelo poder esmagador de Shinuchi. A morte de Kyora acaba com Rakuzaichi para sempre.

##### Tou
O Tou (濤, Tō), também conhecido como Corporação de Defesa Especial (特別防衛隊, Tokubetsu Bōei-Tai), é um pequeno grupo dos quatro melhores guerreiros do Clã Sazanami. Sua função inclui cumprir as ordens do chefe do clã e proteger o Rakuzaichi.
Soya Sazanami (漣宗也, Sazanami Sōya)
Irmão mais velho obsessivo de Hakuri e herdeiro aparente da liderança do clã Sazanami. Normalmente calmo, torna-se emocionalmente instável em relação a Hakuri, expressando o seu afeto através de maus tratos físicos. Inicialmente exigindo o regresso de Hakuri ao clã, Soya decide matá-lo depois de saber da sua aliança com Chihiro. O seu confronto final termina com Hakuri a dominar Isou e o espaço do armazém para derrotar Soya. Apesar de ter inveja da feitiçaria superior do seu irmão Tenri, Soya fixa-se mais tarde inteiramente em Hakuri, que o clã considera sem talento.
Tenri Sazanami (漣天理, Sazanami Tenri)
O irmão mais novo de Hakuri que é muito dedicado a proteger seu pai e o Rakuzaichi e foi um dos três membros do Tou que enfrentaram Chihiro e Shiba quando eles se infiltraram na propriedade dos Sazanami. Tenri é especialista no uso de armas de lâmina curta em combate. Durante a luta contra Chihiro, Tenri usa o material Datenseki para aprimorar seus feitiços, fazendo um movimento desesperado para deixar seu pai orgulhoso. Como Datenseki é instável, o poder domina Tenri e o mata.
Tamaki Sazanami (漣珠紀, Sazanami Tamaki)
A irmã mais velha de Hakuri e uma dos três membros do Tou que enfrentaram Chihiro e Shiba quando os dois últimos se infiltraram na propriedade dos Sazanami. Quando questionada por Kyora sobre o paradeiro de Soya durante o evento, Tamaki mente e diz que não está se sentindo bem antes de ser corrigida por Tenri dizendo que ele está procurando por Hakuri.
Enji Sazanami (漣円慈, Sazanami Enji)
Um dos irmãos mais velhos de Hakuri e um dos três membros do Tou que enfrentaram Chihiro e Shiba quando os dois últimos se infiltraram na propriedade dos Sazanami. Apesar de implorar pela morte a Shiba após a morte de Tenri, Shiba diz a ele para viver para promover os membros restantes do clã Sazanami para evitar que uma tragédia como a de Tenri aconteça novamente.

#### Outros
Genichi Sojo (双城 厳一, Sōjō Gen'ichi)
Uma figura proeminente do submundo e traficante de armas que empunha a roubada Kuregumo. Obcecado por replicar as propriedades do Datenseki (o material usado para forjar as Lâminas Encantadas), ele conduz experiências para criar armas semelhantes. Sojo admira a arte de Kunishige Rokuhira, considerando as lâminas instrumentos ideais para matar. Durante um duelo com Chihiro que resulta na destruição da Kuregumo, Sojo tenta canalizar a sua energia para o Datenseki, causando uma reação instável que provoca um ricochete explosivo, matando-o.
Norisaku Madoka (円法炸, Madoka Norisaku)
Também conhecido como Feiticeiro Daruma, é um feiticeiro a serviço de Sojo que possuía a habilidade de criar darumas explosivos usando sua energia espiritual. Após sua derrota nas mãos de Chihiro e Shiba, Norisaku decidiu deixar de ser um feiticeiro e seguir em frente com sua vida. Ao tentar se reconciliar com sua família, Norisaku é morto por Sojo por vazar informações para Chihiro e Shiba.
Irmãos Shigyu (死柳兄弟, Shigyu Kyōdai)
Dois poderosos feiticeiros contratados pelo Hishaku para atacar a sede do Kamunabi em Tóquio, embora tenham se unido apenas para causar estragos. Apesar de pertencerem a uma família comum, eles mataram onze membros do Kamunabi antes de entrar no centro subterrâneo do Primeiro Andar com um membro do Hishaku. Lá, eles entraram em confronto com Azami, que matou os irmãos rapidamente.

### Outros personagens
Kunishige Rokuhira (六平国重, Rokuhira Kunishige)
O falecido pai de Chihiro e um renomado ferreiro que forjou as Lâminas Encantadas usando Datenseki — o material volátil que somente sua visão única poderia estabilizar. Suas criações puseram fim à Guerra Seitei, após a qual ele se esconde e torna-se pai de Chihiro. Sentindo-se responsável pela destruição e morte causadas pelas Lâminas Encantadas, Kunishige forjou a sétima e última lâmina, Enten, com o objetivo de destruir todas as seis anteriores criadas por ele. Quinze anos após a guerra, o Hishaku o assassina e rouba suas lâminas.
Ikura (井倉)
Colega de classe e amigo de Iori que se senta ao lado dela na escola. Ele se considerava um solitário porque seus colegas o ignoravam devido à sua personalidade estranha, mas ele se tornou amigo de Iori quando ela foi gentil com ele. Após o ataque do Hishaku à escola, Ikura segue Toto até o Hotel Satsuriku de Quioto para tentar ajudar Iori.
Itsuo Shirakai (白廻逸夫, Shirakai Itsuo)
O criador do Estilo de Iai da Pureza Branca. Ele criou esta técnica na tentativa de se tornar o mais rápido, embora a técnica não convencional usada no Estilo da Pureza Branca tenha feito com que ele fosse ridicularizado por seus colegas. No entanto, ele acabaria matando seus opositores usando sua técnica totalmente desenvolvida.
Yuu Inazuma (稲妻裕, Inazuma Yū)
Referindo a si mesmo como Sr. Relâmpago, é uma criança que pretendeu invadir o leilão do mercado negro de Rakuzaichi para libertar sua irmã mais velha, o que o leva a encontrar Chihiro.
Yojiro Sengoku (戦国与次郎, Sengoku Yojiro)
O gerente geral do Hotel Satsuriku em Quioto, que oferece a Chihiro, Iori e Masumi um lugar para descansar após o duelo com Kuguri. Sengoku é um mestre do Estilo de Reigen de Uma Espada, que ensinou a todos os funcionários do hotel. Ele é morto por Hiruhiko.

## Mídia

### Mangá
Escrito e ilustrado por Takeru Hokazono, Kagurabachi começou a ser serializado na revista Weekly Shōnen Jump da Shueisha em 19 de setembro de 2023. O primeiro volume tankōbon foi lançado em 2 de fevereiro de 2024; em 4 de julho de 2025, oito volumes foram lançados.
A plataforma Manga Plus está publicando a série em português. Em dezembro de 2024, a Panini Comics anunciou a publicação do mangá no Brasil, com o primeiro volume lançado no dia 17 de junho de 2025.

#### Volumes
| 1. "O Que Precisa Ser Feito" (すべきこと, Subeki Koto) 2. "Em Montes" (累累, Ruirui) 3. "Testemunha" (目撃者, Mokugekisha) 4. "Magia e Lâmina Encantada" (妖術と妖刀, Yōjutsu to Yōtō) | 1. "Festa" (ごちそう, Gochisō) 2. "Uma Vida Pacífica" (平穏, Heion) 3. "Fumaça" (狼煙, Noroshi) 4. "Norisaku Madoka: Eu Vou Mudar" (円 法炸 〜俺は変わるんだ〜, Madoka Norisaku: Ore wa Kawarunda) |

| 1. "Enten vs. Kuregumo" (淵天vs刳雲, Enten Bāsasu Kuregumo) 2. "Ataque Rápido" (サクッっと, Sakutto) 3. "Despertar" (目覚め, Mezame) 4. "Preparação" (支度, Shitaku) 5. "Elite" (精鋭, Seiei) | 1. "Verdadeiro Reino" (本領, Honryō) 2. "Jantar" (飯, Meshi) 3. "Silêncio" (沈黙, Chinmoku) 4. "Chá" (茶, Cha) 5. "Colisão" (轟く, Todoroku) |

| 1. "Cavaleiro das Trevas" (闇の騎士, Yami no Kishi) 2. "Arma dos Kamunabi" (神奈備の武器, Kamunabi no Buki) 3. "Leniência" (微温い, Nurui) 4. "Rivalidade" (拮抗, Kikkō) 5. "Despensa" (蔵, Kura) | 1. "Caçador" (狩人, Karyūdo) 2. "Acordo" (取引, Torihiki) 3. "Confiança" (信頼, Jishin) 4. "Sr. Relâmpago" (Mr.イナズマ, Misutā Inazuma) |

| 1. "Brecha" (突破口, Toppakō) 2. "Escolhas" (取捨, Shusha) 3. "Intrusos" (乱入者, Rannyūsha) 4. "Saudações" (挨拶, Aisatsu) 5. "Seleção" (壁, Kabe) | 1. "Defenda Até a Morte" (死守, Shishu) 2. "Dever" (役目, Yakume) 3. "Jaula" (檻, Ori) 4. "Gênios" (天才達, Tensai-tachi) 5. "Igualdade" (対等, Taitō) |

| 1. "Corrida" (競合, Seriai) 2. "Supere!" (超えろ!!, Koero!!) 3. "A Ponta" (一端, Ittan) 4. "Fervor" (熱狂, Nekkyō) 5. "Tudo" (全部, Zenbu) | 1. "Cumprir" (全う, Mattō) 2. "Cortinas Se Fecham" (閉幕, Heimaku) 3. "O Que Faremos Agora" (これからの話く, Korekara no Hanashi) 4. "Egoísta Desgraçado" (勝手な野郎, Kattena Yarō) |

| 1. "Uruha" (漆羽) 2. "Esquadrão do Vapor do Kokugoku" (国獄 湯煙スクワッド, Kokugoku Yukemuri Sukuwaddo) 3. "Equilíbrio" (均衡, Kinkō) 4. "Contra-Ataque" (迎撃, Geigeki) 5. "Samura" (座村) | 1. "Só Nós Dois" (2人きり, Futari Kiri) 2. "Escuridão" (暗がり, Kuragari) 3. "Amizade" (友情, Yūjō) 4. "Batalha Conjunta" (共闘, Kyōtō) 5. "Noite Escura" (夜更け, Yofuke) |

| 1. "Colapso" (崩壊, Hōkai) 2. "Reunião" (再開, Saikai) 3. "Apagão" (暗転, Anten) 4. "Resurreição" (黄泉がえり, Yomigaeri) 5. "Guerra Noturna" (夜戦, Yasen) | 1. "Iori" (イヲリ) 2. "Perseguição de Carro" (車追跡, Kācheisu) 3. "Torne-se um Samurai" (ビカム侍, Bikamu Samurai) 4. "Imitação" (見真似, Mimane) |

| 1. "Verdade" (真実, Shinjitsu) 2. "O Hotel Massacre" (ザ殺戮ホテル, Za Satsuriku Hoteru) 3. "Transformação" (変幻, Hengen) 4. "O Homem da Cicatriz" (傷ノ男, Kizu no Otoko) 5. "Estilo de Iai da Pureza Branca" (居合白禊流, Iai Byakkei-ryū) | 1. "Duelo" (勝負, Shōbu) 2. "Futuro" (未来, Mirai) 3. "Alvorecer" (黎明, Reimei) 4. "Amanhecer" (夜明け, Yoake) |

#### Capítulos ainda não colecionados em formatotankōbon
Os capítulos mencionados abaixo ainda não foram publicados em um volume tankōbon.
1. "Ilusão" (幻想, Gensō)
2. "Banquete" (宴, En)
3. "De Fora da Luta" (蚊帳の外, Kaya no Soto)
4. "Alternância" (交代, Kōtai)
5. "Intrusos!!" (曲者!!, Kusemono!!)
6. "Sala Secreta" (密室, Misshitsu)
7. "Força Principal" (主力, Shuryoku)
8. "Enten vs Tobimune" (淵天 VS 刳雲)
9. "Enten" (淵天)
10. "Os Feridos" (傷の者たち, Kizu no Monotachi)
11. "O Abrir" (開く, Hiraku)
12. "Os Primeiros Movimentos" (胎動, Taidō)
13. "Fantasmas" (七霊, Nanarei)
14. "Ponto de Partida" (皮切り, Kawagiri)
15. "Batalha Caótica" (乱戦, Ransen)
16. "Kiri-chan" (斬ちゃん)

### Anime
Em 2 de dezembro de 2024, Toyo Keizai Online informou que Kagurabachi será produzido pela Cygames Pictures e terá uma adaptação de anime pela CyberAgent e Shochiku. Nenhum outro detalhe foi fornecido no momento do relatório.

## Recepção

### Popularidade
Após seu lançamento, Kagurabachi ultrapassou Spy × Family, Dragon Ball Super, Boruto e outras séries de trabalhos no ranking de popularidade do Manga Plus. Parte de sua popularidade repentina entre leitores de todo o mundo é o resultado de vários memes da Internet, com muitas pessoas ironicamente considerando-o herdeiro dos "Três Grandes" da Weekly Shonen Jump (One Piece, Naruto e Bleach). O primeiro capítulo da série se tornou o capítulo mais visto em todo o mundo em sua primeira semana de lançamento no Manga Plus e, em abril de 2024, a série acumulou mais de 99 milhões de visualizações de páginas na plataforma.
Em 2024, Kagurabachi ficou em sétimo lugar na pesquisa "Adaptações de Anime Mais Procuradas" da AnimeJapan, além de ficar em 22º lugar na lista de "Livros do Ano" de 2024 da revista DaVinci. Em 2025, foi classificado em sexto lugar no Kono Manga ga Sugoi! da Takarajimasha dos melhores mangás para leitores do sexo masculino.
A série foi recomendada pelos criadores de mangá Kōhei Horikoshi, Masashi Kishimoto e pelo músico Vaundy.

### Vendas
Em julho de 2024, o mangá tinha mais de 350 000 cópias em circulação (incluindo cópias digitais); mais de 600 000 cópias em circulação em agosto de 2024; mais de 1 milhão de cópias em circulação em outubro de 2024; mais de 1,3 milhão de cópias em circulação em dezembro de 2024; mais de 2,2 milhões de cópias em circulação em maio de 2025.

### Prêmios
O mangá ganhou o 10º Prêmio de Mangá Next na categoria impressa em 2024. Foi indicado ao 70º Prêmio de Mangá Shogakukan em 2024. Também foi indicado ao 49º Prêmio de Mangá Kodansha na categoria shōnen em 2025. O mangá foi indicado para a categoria de Melhor Edição dos Estados Unidos de Material Internacional – Ásia do Eisner Awards em 2025.